# Joshua Meyrowitz
Joshua Meyrowitz (1949) è un sociologo statunitense, professore di comunicazione nel dipartimento di Comunicazione nella Università del New Hampshire di Durham.
Ha pubblicato saggi riguardanti gli effetti dei mass media, tra i quali No Sense of Place: The Impact of Electronic Media on Social Behavior, e le analisi degli effetti causati da differenti tecnologie mediali, in particolare la televisione.

## No Sense of Place
Nell'opera, che nel 1986 vinse il premio per "Best Book on Electronic Media" della National Associal of Broadcasters e della Broadcast Education Association, Meyrowitz utilizza l'esempio della televisione per descrivere il modo in cui le tecnologie di comunicazione abbiano formato e influenzato le relazioni sociali che si incontrano nella vita quotidiana, suggerendo che la televisione sia stata responsabile per un movimento culturale significativo verso nuove interazioni sociali più egalitarie. Questo formato mediatico relativamente nuovo, infatti, avrebbe rimosso le barriere esistenti e aumentato l'accesso a informazioni precedentemente riservate, portando al cambiamento delle barriere sociali e culturali tra bambini e adulti, uomini e donne, e addirittura umanizzando e demistificando le autorità.
Il libro è stato descritto come "uno dei libri più profondi" sul tema dei mass media, con una capacità di resistenza e utilità come teoria. Ciò è stato attribuito al fatto che il libro esamini la materia da una prospettiva vasta, rendendola una risorsa facilmente adattabile e applicabile ampiamente. Inoltre, lo stile di scrittura è considerato accessibile per lettori sia all'interno che all'esterno del mondo accademico.